# NGC 141
NGC 141 este o galaxie spirală situată în constelația Peștii. A fost descoperită în 29 august 1864 de către Albert Marth.